# بطولة تونس للكرة الطائرة للرجال 1989-1990
بطولة تونس للكرة الطائرة للرجال 1989-1990 هو الموسم رقم 35 من بطولة تونس للكرة الطائرة للرجال.

فاز بهذا الموسم النادي الأفريقي.

## روابط خارجية
- الموقع الرسمي للجامعة التونسية للكرة الطائرة.